# 格雷林根

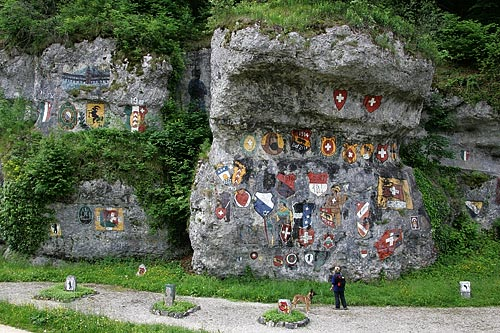

格雷林根是瑞士的城鎮，位於該國北部，由巴塞爾鄉村州負責管轄，面積3.31平方公里，海拔高度325米，2012年人口1,781，一半人口信奉羅馬天主教，人口密度每平方公里538人。

## 外部連結
- Official website （页面存档备份，存于） （德文）